# Cap San Antonio (Cuba)
Pour les articles homonymes, voir Cap San Antonio.
Le cap San Antonio (en espagnol : Cabo San Antonio) est un cap qui forme l’extrémité ouest de l'île de Cuba. Il se prolonge vers le canal du Yucatán depuis la péninsule de Guanahacabibes. Selon l'Organisation hydrographique internationale (International Hydrographic Organization), il marque la séparation entre la mer des Caraïbes au sud et le golfe du Mexique au nord.
Il fait partie de la réserve de biosphère de Guanahacabibes, référencée par l'UNESCO et créée en 1984 ; de l'aire marine protégée de la péninsule de Guanahacabibes, créée en 2001 ; et du parc national de Guanahacabibes, créé en 2001.
En bout de péninsule on trouve le phare du cap San Antonio ou phare de Roncali, déjà signalé en 1834 sur la carte réalisée par le marin espagnol Ángel Laborde y Navarro (es) (2 août 1772, Cádiz - 4 avril 1834, La Havane).
Le cap de San Antonio est l'endroit historique d'où les navires de Hernán Cortes sont partis de Cuba vers le Mexique (en 1519), après avoir quitté Santiago de Cuba. Une lagune au sud-est de la péninsule de Guanahacabibes porte son nom en 1834 - associé au rappel de la piraterie.

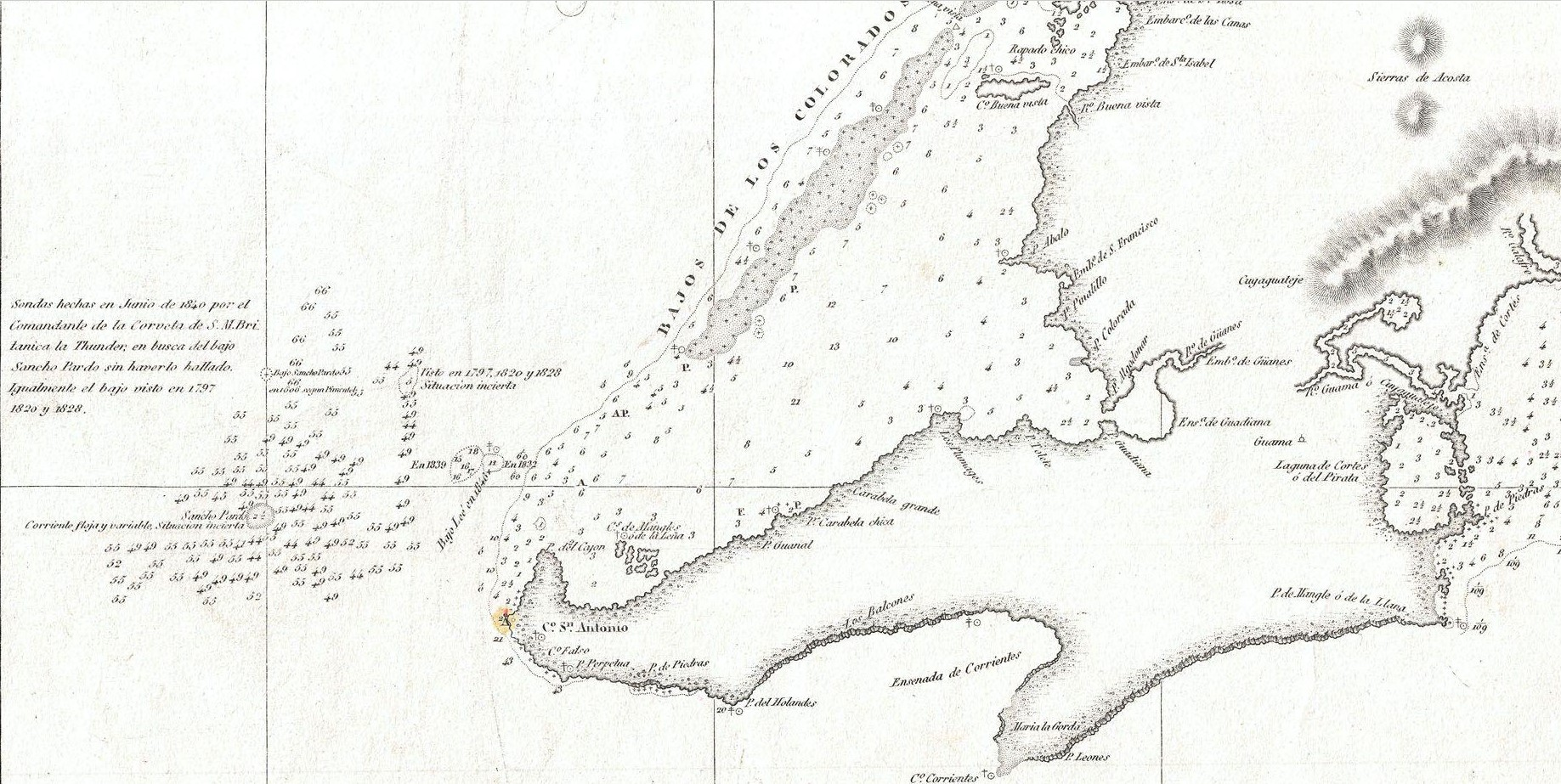
Carte de la péninsule de Guanahacabibes montrant le phare du cap San Antonio